# S/S Ariadne
S/S Ariadne levererades 1876 från Motala Verkstad i Motala till Carl Fredrik Nordh i Motala, då under namnet Primus. Fartygets varvsnummer var 248.
Fartyget var utrustat med en tvåcylindrig kompoundångmaskin (maskin nr 379) om 50 nom hk (200 ind hk) tillverkad vid Motala Verkstad i Motala.
Primus hade redan då hon byggdes elektrisk belysning och var försedd med strålkastare.

## Historik
- 1876 – Fartyget levererades från Motala Verkstad till C F Nordh i Motala. Kontrakterad byggkostnad var 120 000 kr.
- 1878 – Fartyget köptes av Ångfartygs AB Primus (A Friedländer) i Jönköping.
- 1888 – Fartyget övergick till Jönköpings Förenade Ångfartygs AB i Jönköping.
- 1891 – Förändring av maskinen.
- 26 januari 1899 – Fartyget köptes av Ångbåts AB Jönköping-Stockholm.
- 1906 – Fartyget utrustades med en ny maskin och ny ångpanna.
- 1914 – Fartyget kom i rederiets ägo genom sammanslagning med Ångbåts AB Jönköping-Stockholm.
- 1925 – Fartyget genomgick omfattande ombyggnader vid Götaverken.
- 1937 – Fartyget genomgick omfattande ombyggnader vid Lödöse och Sjötorps varv. Hon döptes om till Ariadne.
- 1940 – Som följd av andra världskriget var fartyget upplagt 1940–1943.
- 1 juli 1956 – Då Ariadne strax efter midnatt på väg norrut gick in i den övre slusskammaren i Hajstorps nedre sluss fick man inte stopp på maskinen. Fartyget fortsatte igenom såväl de mellersta som de nedre slussportarna. Trafiken på kanalen stod stilla under 16 dagar och kanalresenärerna fick resa med buss mellan Töreboda och Trollhättan. Vid missödet var Ariadne på återresa efter att ha använts vid inspelningen av Nils Poppes film ”Skorpan” där handlingen utspelade sig på Göta kanal. I filmen, som delvis spelades in ombord på Ariadne, medverkade några av den tidens mest kända svenska filmskådespelare, utöver Nils Poppe, bland andra Siv Ericks, Harriet Andersson, Holger Löwenadler och Jan Molander.
- 1956 – Ariadne gick på grund i Boren och stod kvar där under en vecka.
- September 1956 – Fartyget såldes till Koehlbrand Werft (Paul Berendsohn) i Hamburg för 65 000 kr för upphuggning.